# Akademickie mistrzostwa Europy we wspinaczce sportowej 2017
Akademickie mistrzostwa Europy we wspinaczce sportowej 2017 – 2. edycja akademickich mistrzostw Europy we wspinaczce sportowej, która odbyła się w dniach 25-28 lipca 2017 w chorwackim Splicie.
Podczas zawodów wspinaczkowych zawodnicy i zawodniczki rywalizowali w 6 konkurencjach. 

## Uczestnicy, konkurencje
Akademiccy zawodnicy i zawodniczki podczas zawodów wspinaczkowych w 2017 roku w Splicie rywalizowali w 6 konkurencjach. Łącznie do akademickich mistrzostwa Europy zgłoszonych zostało 165 wspinaczy z 19 uczelni (każdy zawodnik ma prawo startować w każdej konkurencji o ile do niej został zgłoszony i zaakceptowany przez EUSA i organizatora zawodów). Klasyfikację generalną (punktową) wygrał Uniwersytet Przemysłowy Ropy i Gazu z Tiumeni, którego zawodnikami byli m.in.: Julija Kaplina, Daria Kan, Alexandr Szikov, Artem Sawieliew.
| Lp.   |           | ↓ Uczestnicy – konkurencje → |    | bouldering | prowadzenie | na szybkość |
| ----- | --------- | ---------------------------- | -- | ---------- | ----------- | ----------- |
| 1.    | Mężczyźni | 33                           | 32 | 36         |             |             |
| 2.    | Kobiety   | 22                           | 23 | 19         |             |             |
| Razem | Razem     | Razem                        | 55 | 55         | 55          |             |

### Reprezentacja Polski
Akademicka reprezentacja polski opierała się na studentach-zawodnikach Akademii Górniczo-Hutniczej im. Stanisława Staszica w Krakowie, która w rankingu punktowym zajęła 5. miejsce na 19 startujących uczelni. 
- Kobiety:
  - w boulderingu; Karolina Oska (AGH) zajęła 6 m., a Olga Weber (AGH) była 10.
  - w prowadzeniu; Karolina Oska zajęła 9 m.; a Olga Weber była 14.
  - we wsp na szybkość ; Karolina Oska zajęła 14 m.; a Olga Weber była 18.
- Mężczyźni:
  - w prowadzeniu; Igor Fójcik (AGH) zajął 3 m.; Jakub Robakowski (AGH) (19 m.); a Jacek Kaczanowski (AGH) był 22.
  - w boulderingu; Igor Fójcik  zajął 7 m.;  Jacek Kaczanowski (14 m.); a Jakub Robakowski był 19 m.
  - we wsp na szybkość ; Jacek Kaczanowski zajął 7 m.; Igor Fójcik (8 m.); a Jakub Robakowski był 16.

## Medaliści
| Konkurencja      | Złoto                           | Srebro                          | Brąz                           |
| ---------------- | ------------------------------- | ------------------------------- | ------------------------------ |
| Mężczyźni        |                                 |                                 |                                |
| bouldering       | Rosja · Alexandr Szikov         | Belgia · Simon Lorenzi          | Belgia · Sébastien Berthe      |
| prowadzenie      | Belgia · Simon Lorenzi          | Belgia · Sébastien Berthe       | Polska · Igor Fójcik           |
| wsp. na szybkość | Rosja · Alexandr Szikov         | Rosja · Artem Sawieliew         | Rosja · Semen Czesnokow        |
| Kobiety          |                                 |                                 |                                |
| bouldering       | Wielka Brytania · Ajda Remškar  | Wielka Brytania · Jennifer Wood | Rosja · Daria Kan              |
| prowadzenie      | Wielka Brytania · Jennifer Wood | Holandia · Aniek Lith           | Wielka Brytania · Ajda Remškar |
| wsp. na szybkość | Rosja · Julija Kaplina          | Rosja · Anna Cyganowa           | Rosja · Daria Kan              |